# Marek Dubeň
Marek Dubeň (* 11. Juli 1994 in Nitra) ist ein slowakischer Fußballspieler.

## Karriere

### Verein
Dubeň begann seine Karriere beim FC Nitra. Sein Debüt für die Profis gab er im September 2012 gegen den TJ Spartak Myjava im Cup. In der Corgoň liga debütierte er im April 2013, als er am 27. Spieltag der Saison 2012/13 gegen den FK Dukla Banská Bystrica in der 90. Minute für Henrich Benčík eingewechselt wurde. Bis Saisonende kam er zu drei Einsätzen in der höchsten slowakischen Spielklasse. Im August 2013 erzielte er bei einer 3:2-Niederlage gegen den FC Zlaté Moravce sein erstes Tor für Nitra. In der Saison 2013/14 kam er zu acht Einsätzen in der Corgoň liga, aus der er mit Nitra zu Saisonende allerdings als Tabellenletzter abstieg. In der Saison 2014/15 absolvierte er 25 Spiele in der zweiten Liga. Nach weiteren sieben in der Saison 2015/16 wechselte er in der Winterpause nach Polen zum Drittligisten Radomiak Radom. Für Radom kam er zu vier Einsätzen in der 2. Liga. Nach der Saison 2015/16 verließ er den Verein wieder.
Nach mehreren Monaten ohne Verein kehrte er im März 2017 in die Slowakei zurück und schloss sich dem Zweitligisten ŠKF Sereď an. Für Sereď kam er zu 15 Zweitligaeinsätzen. Zur Saison 2017/18 wechselte er zum Ligakonkurrenten MFK Lokomotíva Zvolen. Für Zvolen absolvierte er 18 Zweitligaspiele. Zur Saison 2018/19 kehrte er zum inzwischen wieder erstklassigen FC Nitra zurück. In der Saison 2018/19 kam er zu drei Einsätzen in der höchsten slowakischen Spielklasse. In der Saison 2019/20 absolvierte er sieben Ligaspiele.
Zur Saison 2020/21 wechselte Dubeň zum österreichischen Regionalligisten FC Mauerwerk. In eineinhalb Jahren in Wien kam er zu 15 Einsätzen in der Regionalliga. Im Januar 2022 wechselte er zum achtklassigen SC Höflein.

### Nationalmannschaft
Dubeň spielte 2012 für die slowakische U-18-, 2013 für die U-19-Auswahl.